# Boeing X-53 Active Aeroelastic Wing
Das Active-Aeroelastic-Wing-Programm (AAW; deutsch: aktive aeroelastische Tragfläche) war ein Entwicklungsprogramm von Boeing, bei dem mit einem modifizierten Flugzeug des Typs F/A-18A Hornet die Tragflächenverwindung zur Steuerung eines Flugzeuges um die Rollachse erforscht wurde.

## Geschichte
Im Rahmen des 1996 gestarteten AAW-Programms, einem Forschungsprojekt des Air Force Research Laboratory (AFRL), Boeing Phantom Works und des Dryden Flight Research Center (DFRC), wurden aerodynamische Eigenschaften, aktive Steuerungen und fortschrittliche Bauweisen erforscht, um Tragflächen und die Steuerelemente an den Vorder- und Hinterkanten der Tragflächen besser nutzen zu können: Die Steuerelemente sollten die Biegung der Tragfläche besser ausnutzen. Bei hohen Geschwindigkeiten sind sie in der Lage, hohe Manövrierfähigkeit bei geringer Strukturbelastung und geringem Widerstand zu gewährleisten. Wenn sie richtig angewendet werden, biegen sich die Tragflächen weniger und in die entgegengesetzte Richtung, als bei konventionellen Tragflächen.
Die modifizierte F/A-18A Hornet mit der Hecknummer 853 flog zum ersten Mal im November 2002. Sie bestand zu diesem Zeitpunkt aus der Tragfläche der Maschine der NASA mit der Hecknummer 840 und der Flugzeugzelle einer Serienmaschine der U.S. Navy. Grund waren Risse im Heckbereich der Flugzeugzelle der eigentlich für das Programm vorgesehenen Nummer 840. Die Tragfläche dieser Vorserienmaschine 840 hatte jedoch im Gegensatz zu Tragflächen späterer Serienmaschinen die für dieses Programm geeignete Verwindungssteifigkeit. Die nun ersatzweise verwendete Flugzeugzelle (Konstruktionsnummer 161744) war am 4. März 1999 aus dem Inventar der U.S. Navy gestrichen worden. Die Tragfläche war nach einer Veränderung eines Teils der Beplankung weniger steif. Die normalerweise gekoppelte Betätigung der inneren und äußeren Vorflügel wurde entkoppelt. Damit konnten die äußeren Vorflügel von der Steuersoftware separat verstellt werden.
Die Flugversuche endeten im Frühjahr 2005. Das Flugzeug bekam am 8. Dezember 2006 die Bezeichnung X-53.
Von 2007 bis 2009 flog das Flugzeug nicht. Ab 2009 ersetzte es im Integrated Resilient Aircraft Controls (IRAC)-Programm das Flugzeug mit der Hecknummer 837.

## Bilder
- Tragflächenbelastungstest des AAW im Zeitraffer
- Testflug der F-18A mit AAW